# Danh sách thành phố Tchad

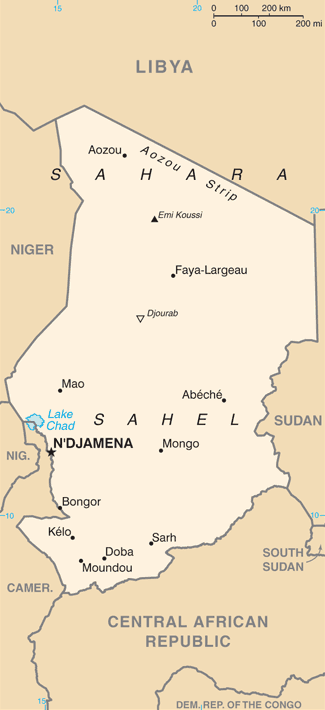
Bản đồ Tchad

- Abéché
- Adé
- Adré
- Am Timan
- Ati
- Bardaï
- Bébidjia
- Beinamar
- Bénoy
- Béré
- Biltine
- Bitkine
- Bokoro
- Bol
- Bongor
- Bousso
- Doba
- Dourbali
- Fada
- Faya
- Fianga
- Gaoui
- Goundi
- Gounou Gaya
- Goz Beïda
- Guélengdeng
- Guéréda
- Kélo
- Koro Toro
- Koumra
- Kyabé
- Laï
- Léré
- Linia
- Mao
- Massaguet
- Massakory
- Massenya
- Moïssala
- Moundou
- Mongo
- Moussoro
- N'Djamena
- Ngama
- Ouara
- Oum Hadjer
- Pala
- Sarh
- Zouar

## Thành phố lớn
1. N'Djamena - 704.200
2. Moundou - 136.900
3. Sarh - 100.100
4. Abéché - 72.500
5. Kélo - 41.500
6. Koumra - 35.400
7. Pala - 34.600
8. Am Timan - 28.200
9. Bongor - 27.100
10. Mongo - 27.100